# SteamWorld Dig 2
SteamWorld Dig 2 är ett sidscrollande plattform-actionäventyrsspel utvecklat och utgivet av den svenska spelutvecklaren Image & Form. Det är det fjärde spelet i SteamWorld-serien och den direkta uppföljaren till SteamWorld Dig från 2013. Det släpptes ursprungligen den 21 september 2017 till Nintendo Switch på Nintendo eShop. Den släpps också på Steam till Microsoft Windows, MacOS och Linux, på PlayStation Store till Playstation 4 och Playstation Vita, och på Nintendo eShop till Nintendo 3DS.